# La villa del caprifoglio
La villa del caprifoglio (Honeysuckle Cottage) è un racconto dello scrittore inglese P. G. Wodehouse, pubblicato per la prima volta in volume nel 1933 nella raccolta di racconti Meet Mr Mulliner (in italiano: Mister Mulliner).

## Trama
Mr. Mulliner, dopo aver chiesto all'anonimo narratore se crede nei fantasmi, senza attenderne la risposta racconta la vicenda di un suo lontano cugino, James Rodman, scrittore di romanzi gialli, il quale trascorse «qualche settimana in una casa in cui aleggiava una influenza soprannaturale».
James aveva ricevuto 5000 sterline in eredità dalla zia Leila J. Pinckney, una popolare scrittrice di romanzi rosa, a condizione che egli abitasse ininterrottamente per almeno sei mesi a Villa del caprifoglio, la residenza nella quale la scrittrice aveva composto le sue opere.
(P. G. Wodehouse, La villa del caprifoglio. In: Mister Mulliner; traduzione di Alberto Tedeschi, Milano: Bietti, 1933, p. 207)
James si trasferì nella villa per poter scrivere in pace le sue storie hard boiled, ma ben presto si accorse che nella sua prosa compariva, senza che se ne fosse reso conto, una damigella in pericolo un tema che fino ad allora aveva accuratamente evitato. Poco dopo giunse alla villa una vera ragazza, Rose Maynard, la quale venne investita da un'automobile davanti al cancello e, non potendo essere mossa, James fu costretto a ospitare. James si rese conto che stava «vivendo l'intreccio di un romanzo tipico di Leila Pinckney» e, da scapolo incallito, ne temeva il "lieto fine": presto o tardi avrebbe dovuto chiedere alla ragazza di sposarlo. James chiese l'intervento di McKinnon, il suo agente letterario, «un individuo torvo, dai lineamenti duri, privo di sentimento». Quando però anche McKinnon venne soggiogato dall'atmosfera dolciastra della casa, James capì che il suo destino stava inesorabilmente per compiersi e si accinse a chiedere con riluttanza la mano di Rose. Deus ex machina: William, un cane bastardo, interruppe l'atmosfera perturbante della casa salvando lo scrittore da una fine miseranda. Cane e padrone abbandonarono la casa.

## Critica
Il racconto è stato giudicato dallo stesso autore uno dei più divertenti; il filosofo Ludwig Wittgenstein riteneva fosse la cosa più divertente che avesse mai letto e che avesse influenzato il suo pensiero filosofico. Il racconto è stato inteso come una parodia della letteratura decadente quale ad esempio Il giro di vite di Henry James, come pure una parodia della letteratura modernista.

## Edizioni
Il racconto è stato pubblicato per la prima volta negli Stati Uniti sul bimensile The Saturday Evening Post del 24 gennaio 1925 e successivamente sul mensile britannico The Strand Magazine del febbraio 1925. Non era stato inteso inizialmente a costituire una narrazione di Mr. Mulliner; fu modificato nel 1927, per uniformarlo agli altri racconti raccolti in Mister Mulliner.
- P. G. Wodehouse, Honeysuckle Cottage. In: Meet Mr Mulliner, London: Herbert Jenkins, 1933[9]
- P. G. Wodehouse, Honeysuckle Cottage. In: Meet Mr Mulliner, New York: Doubleday, 1933
- P. G. Wodehouse, La villa del caprifoglio. In: Mister Mulliner: romanzo umoristico inglese; traduzione di Alberto Tedeschi, Milano: Monanni, 1931, Coll. Nuovissima collezione letteraria n. 51
- P. G. Wodehouse, La villa del caprifoglio. In:  Mister Mulliner: romanzo umoristico inglese; traduzione di Alberto Tedeschi, Milano: Bietti, 1933